# Rhodeus uyekii
 Rhodeus uyekii és una espècie de peix cipriniforme de la família dels ciprínids. Poden assolir fins a 6 cm de longitud total. Es troba a Corea del Sud.